# Andreaea tsaratananae
Andreaea tsaratananae là một loài rêu trong họ Andreaeaceae. Loài này được Thér. mô tả khoa học đầu tiên năm 1926.